# 元宝镇
元宝镇是中国黑龙江省哈尔滨市尚志市下辖的一个镇。